# Огуївка
Огуї́вка — село в Україні, у Машівській селищній громаді Полтавського району Полтавської області. Населення становить 255 осіб. До 2017 орган місцевого самоврядування — Новотагамлицька сільська рада.

## Географія
Село Огуївка знаходиться на лівому березі річки Тагамлик, вище за течією на відстані 1 км розташоване село Тимченківка, нижче за течією на відстані 4,5 км розташоване село Писарівка, на протилежному березі — село Новий Тагамлик та Вільне. Річка в цьому місці звивиста, утворює лимани, стариці та заболочені озера.

## Історія
12 червня 2020 року, відповідно до розпорядження Кабінету Міністрів України № 721-р «Про визначення адміністративних центрів та затвердження територій територіальних громад Полтавської області», село увійшло до складу Машівської селищної громади.
19 липня 2020 року, в результаті адміністративно - територіальної реформи та ліквідації Машівського району, село увійшло до складу новоутвореного Полтавського району.

## Відомі особистості
В поселенні народився:
- Матяш Кость Олексійович (1893—1937) — організатор українського селянсько-повстанського руху.

## Пам'ятки
У селі розташована пам'ятка садово-паркового мистецтва — Огуївський парк.